# 김대중 정부의 국무위원
본 문서는 김대중 정부의 국무위원 명단을 나타낸 것이다. 

## 국무위원 명단
| 직위                | 날짜       | 날짜       | 날짜       | 날짜        | 날짜         | 날짜       | 날짜       | 날짜       | 날짜       | 날짜       | 날짜       | 날짜       | 날짜       | 날짜       | 날짜       | 날짜         | 날짜         | 날짜         | 날짜         | 날짜       | 날짜         | 날짜         | 날짜       | 날짜        |
| ------------------- | ---------- | ---------- | ---------- | ----------- | ------------ | ---------- | ---------- | ---------- | ---------- | ---------- | ---------- | ---------- | ---------- | ---------- | ---------- | ------------ | ------------ | ------------ | ------------ | ---------- | ------------ | ------------ | ---------- | ----------- |
| 직위                | 1998년 3월 | 1998년 5월 | 1998년 8월 | 1998년 12월 | 1999년 2·3월 | 1999년 5월 | 1999년 6월 | 2000년 1월 | 2000년 5월 | 2000년 8월 | 2000년 8월 | 2001년 1월 | 2001년 3월 | 2001년 5월 | 2001년 5월 | 2001년 8·9월 | 2001년 8·9월 | 2001년 8·9월 | 2002년 1·2월 | 2002년 4월 | 2002년 7·8월 | 2002년 7·8월 | 2002년 9월 | 2002년 11월 |
| 대통령              | 김대중     | 김대중     | 김대중     | 김대중      | 김대중       | 김대중     | 김대중     | 김대중     | 김대중     | 김대중     | 김대중     | 김대중     | 김대중     | 김대중     | 김대중     | 김대중       | 김대중       | 김대중       | 김대중       | 김대중     | 김대중       | 김대중       | 김대중     | 김대중      |
| 국무총리            | 김종필     | 김종필     | 김종필     | 김종필      | 김종필       | 김종필     | 김종필     | 박태준     | 이한동     | 이한동     | 이한동     | 이한동     | 이한동     | 이한동     | 이한동     | 이한동       | 이한동       | 이한동       | 이한동       | 이한동     | 장상         | 장대환       | 김석수     | 김석수      |
| 재정경제부 장관     | 이규성     | 이규성     | 이규성     | 이규성      | 이규성       | 강봉균     | 강봉균     | 이헌재     | 이헌재     | 진념       | 진념       | 진념       | 진념       | 진념       | 진념       | 진념         | 진념         | 진념         | 진념         | 전윤철     | 전윤철       | 전윤철       | 전윤철     | 전윤철      |
| 교육인적자원부 장관 | 이해찬     | 이해찬     | 이해찬     | 이해찬      | 이해찬       | 김덕중     | 김덕중     | 문용린     | 문용린     | 송자       | 이돈희     | 한완상     | 한완상     | 한완상     | 한완상     | 한완상       | 한완상       | 한완상       | 이상주       | 이상주     | 이상주       | 이상주       | 이상주     | 이상주      |
| 통일부 장관         | 강인덕     | 강인덕     | 강인덕     | 강인덕      | 강인덕       | 임동원     | 임동원     | 박재규     | 박재규     | 박재규     | 박재규     | 박재규     | 임동원     | 임동원     | 임동원     | 임동원       | 홍순영       | 홍순영       | 정세현       | 정세현     | 정세현       | 정세현       | 정세현     | 정세현      |
| 외교통상부 장관     | 박정수     | 박정수     | 홍순영     | 홍순영      | 홍순영       | 홍순영     | 홍순영     | 이정빈     | 이정빈     | 이정빈     | 이정빈     | 이정빈     | 한승수     | 한승수     | 한승수     | 한승수       | 한승수       | 한승수       | 최성홍       | 최성홍     | 최성홍       | 최성홍       | 최성홍     | 최성홍      |
| 법무부 장관         | 박상천     | 박상천     | 박상천     | 박상천      | 박상천       | 김태정     | 김정길     | 김정길     | 김정길     | 김정길     | 김정길     | 김정길     | 김정길     | 김정길     | 안동수     | 최경원       | 최경원       | 최경원       | 송정호       | 송정호     | 김정길       | 김정길       | 김정길     | 심상명      |
| 국방부 장관         | 천용택     | 천용택     | 천용택     | 천용택      | 천용택       | 조성태     | 조성태     | 조성태     | 조성태     | 조성태     | 조성태     | 조성태     | 김동신     | 김동신     | 김동신     | 김동신       | 김동신       | 김동신       | 김동신       | 김동신     | 이준         | 이준         | 이준       | 이준        |
| 행정자치부 장관     | 김정길     | 김정길     | 김정길     | 김정길      | 김기재       | 김기재     | 김기재     | 최인기     | 최인기     | 최인기     | 최인기     | 최인기     | 이근식     | 이근식     | 이근식     | 이근식       | 이근식       | 이근식       | 이근식       | 이근식     | 이근식       | 이근식       | 이근식     | 이근식      |
| 과학기술부 장관     | 강창희     | 강창희     | 강창희     | 강창희      | 서정욱       | 서정욱     | 서정욱     | 서정욱     | 서정욱     | 서정욱     | 서정욱     | 서정욱     | 김영환     | 김영환     | 김영환     | 김영환       | 김영환       | 김영환       | 채영복       | 채영복     | 채영복       | 채영복       | 채영복     | 채영복      |
| 문화관광부 장관     | 신낙균     | 신낙균     | 신낙균     | 신낙균      | 신낙균       | 박지원     | 박지원     | 박지원     | 박지원     | 김한길     | 김한길     | 김한길     | 김한길     | 김한길     | 김한길     | 김한길       | 남궁진       | 남궁진       | 남궁진       | 남궁진     | 김성재       | 김성재       | 김성재     | 김성재      |
| 농림부 장관         | 김성훈     | 김성훈     | 김성훈     | 김성훈      | 김성훈       | 김성훈     | 김성훈     | 김성훈     | 김성훈     | 한갑수     | 한갑수     | 한갑수     | 한갑수     | 한갑수     | 한갑수     | 한갑수       | 김동태       | 김동태       | 김동태       | 김동태     | 김동태       | 김동태       | 김동태     | 김동태      |
| 산업자원부 장관     | 박태영     | 박태영     | 박태영     | 박태영      | 박태영       | 정덕구     | 정덕구     | 김영호     | 김영호     | 신국환     | 신국환     | 신국환     | 장재식     | 장재식     | 장재식     | 장재식       | 장재식       | 장재식       | 신국환       | 신국환     | 신국환       | 신국환       | 신국환     | 신국환      |
| 정보통신부 장관     | 배순훈     | 배순훈     | 배순훈     | 남궁석      | 남궁석       | 남궁석     | 남궁석     | 안병엽     | 안병엽     | 안병엽     | 안병엽     | 안병엽     | 양승택     | 양승택     | 양승택     | 양승택       | 양승택       | 양승택       | 양승택       | 이상철     | 이상철       | 이상철       | 이상철     | 이상철      |
| 보건복지부 장관     | 주양자     | 김모임     | 김모임     | 김모임      | 김모임       | 차흥봉     | 차흥봉     | 차흥봉     | 차흥봉     | 최선정     | 최선정     | 최선정     | 최선정     | 김원길     | 김원길     | 김원길       | 김원길       | 김원길       | 이태복       | 이태복     | 김성호       | 김성호       | 김성호     | 김성호      |
| 환경부 장관         | 최재욱     | 최재욱     | 최재욱     | 최재욱      | 최재욱       | 손숙       | 김명자     | 김명자     | 김명자     | 김명자     | 김명자     | 김명자     | 김명자     | 김명자     | 김명자     | 김명자       | 김명자       | 김명자       | 김명자       | 김명자     | 김명자       | 김명자       | 김명자     | 김명자      |
| 노동부 장관         | 이기호     | 이기호     | 이기호     | 이기호      | 이기호       | 이상룡     | 이상룡     | 최선정     | 최선정     | 김호진     | 김호진     | 김호진     | 김호진     | 김호진     | 김호진     | 김호진       | 유용태       | 유용태       | 방용석       | 방용석     | 방용석       | 방용석       | 방용석     | 방용석      |
| 여성부 장관         |            |            |            |             |              |            |            |            |            |            |            | 한명숙     | 한명숙     | 한명숙     | 한명숙     | 한명숙       | 한명숙       | 한명숙       | 한명숙       | 한명숙     | 한명숙       | 한명숙       | 한명숙     | 한명숙      |
| 건설교통부 장관     | 이정무     | 이정무     | 이정무     | 이정무      | 이정무       | 이건춘     | 이건춘     | 김윤기     | 김윤기     | 김윤기     | 김윤기     | 김윤기     | 오장섭     | 오장섭     | 오장섭     | 오장섭       | 김용채       | 안정남       | 임인택       | 임인택     | 임인택       | 임인택       | 임인택     | 임인택      |
| 해양수산부 장관     | 김선길     | 김선길     | 김선길     | 김선길      | 정상천       | 정상천     | 정상천     | 이항규     | 이항규     | 노무현     | 노무현     | 노무현     | 정우택     | 정우택     | 정우택     | 정우택       | 유삼남       | 유삼남       | 유삼남       | 유삼남     | 김호식       | 김호식       | 김호식     | 김호식      |
| 기획예산처 장관     |            |            |            |             |              | 진념       | 진념       | 진념       | 진념       | 전윤철     | 전윤철     | 전윤철     | 전윤철     | 전윤철     | 전윤철     | 전윤철       | 전윤철       | 전윤철       | 장승우       | 장승우     | 장승우       | 장승우       | 장승우     | 장승우      |

## 같이 보기
- 김대중 정부
- 국무위원